# Musée gallo-romain d’Aoste

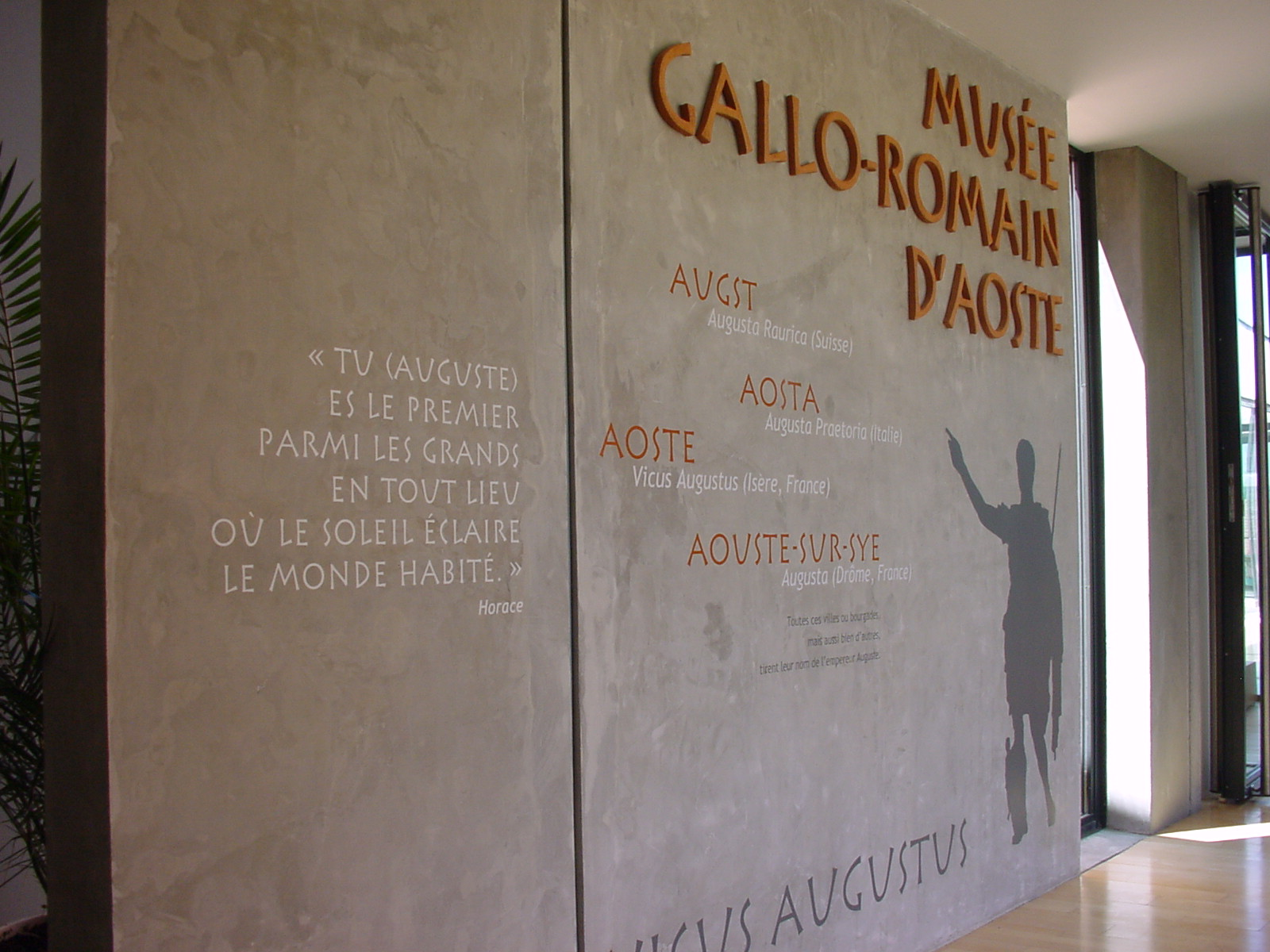
Museumseingang

Das Musée gallo-romain d’Aoste ist ein archäologisches Museum in der Gemeinde Aoste im französischen Département Isère. Es hat den Status eines Musée de France.

## Geschichte
Seit dem 16. Jahrhundert sind in und um Aoste, dem früheren Vicus Augustus, Funde von archäologischen Objekten belegt. Nach Vienne ist die Gemeinde die wichtigste archäologische Stätte im Département Isère. Auf Initiative der Gemeindeverwaltung wurden 1856 erstmals systematische Ausgrabungen durchgeführt und die Fundobjekte über viele Jahre im Schulgebäude ausgestellt. Diese Form der Präsentation war schließlich nicht mehr zeitgemäß, so dass 1987 das Musée Dauphinois in Grenoble mit der Konservierung der Objekte beauftragt und eine alte Scheune nach ihrer Restaurierung als neuer Ausstellungsraum eingerichtet wurde. Da sich auch diese Lösung als zu klein und insbesondere für das kulturelle Rahmenprogramm als unzureichend verwies, beschloss der Gemeinderat 1997 die Errichtung eines Museumsneubaus. Er wurde im Jahr 2000 eingeweiht. Seither stehen 650 m² Ausstellungsfläche in zwei durch eine überdachte Galerie verbundenen Gebäuden für die Dauerausstellung und regelmäßige Wechselausstellungen zur Verfügung.

## Ausstellung
Den Kern der Sammlung bilden die in Aoste und im Umland der Gemeinde entdeckten archäologischen Funde, darunter zahlreiche Keramikwaren, in denen Wein, Öl oder Sole transportiert und gelagert wurden. Aoste war ein bedeutendes Zentrum der römischen Keramikproduktion. Bei Bau einer Seniorenresidenz wurden 1983/84 zehn Öfen ergraben, von denen einer erhalten wurde und ebenfalls der Öffentlichkeit zugänglich ist.
Mit fast 80 intakten Stücken, von denen einige ebenfalls am Standort Aoste hergestellt wurden, sind auch Glasobjekte sehr gut vertreten. Im Übrigen widmet sich die Ausstellung der gallorömischen Kultur und Gesellschaft, ihrer Religion sowie dem antiken Handel und Handwerk in der Region.